# 岐南町コミュニティバス
岐南町コミュニティバス（ぎなんちょうコミュニティバス）とは、岐阜県羽島郡岐南町が岐阜バスに委託して運行しているコミュニティバスである。
単にコミバスとも称し、バス停での表記はコミバスとなっている。

## 概要
岐南町のコミュニティバスは、岐南町巡回バスが運行されていたが、2009年（平成21年）9月30日に廃止となった。2020年（令和2年）の町長選挙で町内巡回バスの導入などを訴えた小島英雄が町長になったことにより、コミュニティバスの運行が検討されることとなった。2022年（令和4年）9月1日より運行開始。
運行は岐阜バスに委託されている。
停留所は47箇所設置され、大部分（35箇所）の停留所は岐南町コミュニティタクシーの停留所と兼用である。停留所は町内の医療機関、ショッピングセンターにも設置され、交通弱者の高齢者に配慮されている。なお、廃止された岐南町巡回バスとはルートが異なる。
前述のとおり岐阜バスに委託して運行しているが、岐阜バスのバス停と同じ位置にあっても停留所名称が異なる場合もある。

## ルート
岐南町役場を起終点とし、左回りと右回りが1日5本ずつ運行されている（ここでは左まわり（反時計回り）を記載する）。太字の停留所で、鉄道、他の市町のコミュニティバス、路線バス（岐阜バスを含む）に乗り換えることができる。
停留所一覧
岐南町役場 - 大山 - トライアル岐南八剣店 - みやまち北 - マックスバリュ岐南店 - 岐南駅 - 森島整形外科 - 岐南中学校前 - 笠松駅 - 南町民センター - 総合在宅医療クリニック - 伏屋中通り - 伏屋 - 若宮地 - やすらぎ苑 - 野中 - 岐南町平島 - ぎなんメディカルスクエア - 三宅町民センター前 - 岐南町三宅 - 岐阜女子高前 - 北小学校前 - 岐南町役場
※笠松駅バス停の所在地は羽島郡笠松町。

## 運行日
平日及び土曜日運行（日曜日と祝祭日、年末年始（12月29日 - 1月3日）は運休）。
※日曜、祝祭日でも臨時運行される場合もある（2024年11月17日など）。

## 運賃
1乗車100円均一のいわゆる100円バス。
75歳以上、運転免許証自主返納者、障害者は無料。但し書類（後期高齢者医療被保険者証、運転経歴証明書、障害者手帳）の提示が必要。また、障害者は添いが必要。
12歳以下（小学6年生以下）は無料（但し、未就学児のみでの乗車は不可）。
非接触型ICカード乗車券のayucaの使用が可能。2024年（令和6年）3月2日からmanacaが使用可能となり、TOICA、ICOCAなどの全国交通系ICカードが可能となる。ただし、岐阜バス直営路線と異なり、manacaマイレージポイントは付与されない。2024年10月よりmanacaが岐阜バスと岐南町コミュニティバスとの乗継割引の対象に追加されている。
回数券（11枚つづり。1000円）が発行されており、バス車内で販売されている。